# لقاء في الغروب (فلم)
لقاء في الغروب هو فيلم مصري عرض عام 1960، بطولة مريم فخر الدين ورشدي أباظة، ومن تأليف وإخراج سعد عرفة.

## قصة الفيلم
تدور أحداث القصة حول زوجان سعيدان ومعهما ابنهما الوحيد، في المصيف تتقابل الزوجة مع (شريف) الذي كانت على علاقة به، وقد تواعدا على الزواج من قبل، يلاحقها فتصده، إلا أنه لا يكف عن ملاحقتها، فتستسلم له، وتقابله، ويتبعها في إحدى المرات ابنها (ممدوح) ويكتشف علاقتها بـ(شريف)، ينقذها (شريف) من الغرق، وتكون هذه بداية التعارف بينه وبين العائلة، يذهب (شريف) مع الزوج في رحلة صيد، لكن الزوج يسقط في البحر، يظن الطفل أن (شريف) أغرق والده فيهرب من المنزل إلا أن شريف يعيده لأمه ويبارك الطفل زواج أمه من شريف بعد أن يتأكد من براءته.

## طاقم التمثيل
- مريم فخر الدين: (آمال)
- رشدي أباظة: (شريف)
- عدلي كاسب: (عزت)
- أحمد صبري: (الطفل ممدوح)
- جمعة إدريس: (عبده)
- علي لوز

## فريق العمل
- إخراج: سعد عرفة
- تأليف: سعد عرفة
- مدير التصوير: برونو سالفي
- مونتاج: سعيد الشيخ
- موسيقى تصويرية: أندريه رايدر
- إنتاج: أفلام الشمس (أ. جبور)
- توزيع: الشرق لتوزيع الأفلام
- تأليف الأغنية: مأمون الشناوي
- ألحان الأغنية: بليغ حمدي
- غناء: مها الجابري